# Viva (República Dominicana)
Viva es una empresa especializada en telefonía móvil en la República Dominicana. En el 2007 es adquirida por Trilogy International Partners y desde 2016 es propiedad del Grupo Telemicro.

## Historia
Fundada en 1883 como All America Cables and Radio, la empresa fue la primera operadora de telecomunicaciones en ofrecer servicios telegráficos en las Antillas. 
En enero del 2000, Centennial Communications adquiere el 70 % de la compañía, formándose Centennial Dominicana. La empresa lanzó más adelante una red CDMA2000 y provisionó a clientes servicios de Internet bajo el esquema EVDO. Fue la primera empresa dominicana en ofrecer una Red 3G de datos sobre la plataforma EVDO, con sus productos de Internet móvil de banda ancha.
El 24 de noviembre de 2006 Centennial Communications anunció que vendería el 100 % de sus acciones a Trilogy International Partners por 80 millones de dólares.
En marzo de 2007, Trilogy International Partners adquiere las operaciones de Centennial Dominicana. La marca "Viva" fue lanzada al mercado en abril de 2008.
En 2016 el Grupo de Medios Telemicro adquirió las acciones de Viva en República Dominicana.
En agosto de 2017 lanza la primera red 4x4 en 4G del país.